# Gisela Kosubek
Gisela Kosubek (* 14. Oktober 1941 in Breslau) ist eine deutsche literarische Übersetzerin. 

## Leben
Gisela Kosubek absolvierte ein Studium der Nordistik an der Universität Greifswald. Von 1969 bis 1990 wirkte sie als Lektorin für schwedische und finnische Literatur im Verlag Volk und Welt; daneben arbeitete sie als Übersetzerin. Seit 1991 ist sie freiberufliche Übersetzerin erzählender Literatur und Hörspielen aus dem Schwedischen, Norwegischen und Dänischen ins Deutsche.
Gisela Kosubek lebt in Berlin; sie ist Mitglied im Verband deutschsprachiger Übersetzer literarischer und wissenschaftlicher Werke, VdÜ. 

## Herausgeberschaft
- Jaakko hat das Wort, Berlin 1978
- Claes Andersson: Claes Andersson, Berlin 1983
- Schweden heute, Berlin 1983 (herausgegeben zusammen mit Anne Storm)
- Carl Michael Bellman: Carl Michael Bellman (Poesie), Auswahl G. K.; schwedische Lieder (singbare Texte) übers. v.  H. C. Artmann, Michael Korth. Verlag Neues Leben, Berlin 1988

## Übersetzungen
- Claes Andersson: Die Stadt heißt Helsinki, Berlin 2007
- Elisabeth Åsbrink: Und im Wienerwald stehen noch immer die Bäume, Zürich [u. a.] 2014
- Louise Boije af Gennäs: Nice girls, Hamburg 1995
- Louise Boije af Gennäs: Und eines Tages öffnet sich die Tür, Hamburg 1997
- Suzanne Brøgger: Die Jadekatze, Leipzig 1999
- Carina Burman: Die zehnte Göttin des Gesangs, Leipzig 1998
- Maj Bylock: Hexenjunge, Kevelaer 1993
- Vivi Edström: Abendliches Bad in Katthult, Hamburg 2008
- Vivi Edström: Astrid Lindgren und die Macht des Märchens, Hamburg 2004
- Kjell Eriksson: Schwarze Lügen, rotes Blut, München 2010
- Erotische Erkundungen, Berlin 1995
- Lennart Frick: Das weiß man doch, Berlin 1975
- Lennart Frick: Und wer hilft ihr?, Berlin 1976
- Gaukler im Grenzland: Ingmar Bergman, Berlin 1993
- Lars Huldén: Carl Michael Bellman, Stockholm 1995
- Peter Kihlgård: Der Frühling des Teiresias, Berlin 1992
- Peter Kihlgård: Schwein im Glück, Leipzig 1999
- Maria Küchen: Die glückliche Hure, München 2003
- Camilla Läckberg: Die Eisprinzessin schläft, Berlin 2005
- Camilla Läckberg: Der Prediger von Fjällbacka, Berlin 2006
- Camilla Läckberg: Die Töchter der Kälte, Berlin 2007
- Eva-Marie Liffner: Imago, Leipzig 2004
- Torgny Lindgren: Der Weg der Schlange, Leipzig 1999
- Liller Møller: Kinder machen geht so!, Berlin 1992
- Rune Pär Olofsson: Der Dynamitkönig Alfred Nobel, Leipzig 1993
- Agneta Pleijel: Lord Nevermore, München 2003
- Ole Røsholdt: Der letzte Sohn, Weinheim 1996
- Ann Rosman: Die Tochter des Leuchtturmmeisters, Berlin 2010
- Steve Sem-Sandberg: Die Elenden von Łódź, Stuttgart 2011
- Steve Sem-Sandberg: Theres, Stuttgart 2012
- Steve Sem-Sandberg: Die Erwählten, Stuttgart 2015
- Steve Sem-Sandberg: Der Sturm, Stuttgart 2019
- Johanna Thydell: An der Decke leuchten die Sterne, Hamburg 2005
- Johanna Thydell: Ich werde weiterleben. Für dich, Hamburg 2011
- Johanna Thydell: Was bleibt, wenn du gehst, Hamburg 2007
- Aino Trosell: Eine grenzenlose Liebe, Bergisch Gladbach 2008
- Aino Trosell: Sieh ihnen nicht in die Augen, Bergisch Gladbach 2007
- Aino Trosell: Solange das Herz noch schlägt, Bergisch Gladbach 2006
- Aino Trosell: Die Taucherin, Leipzig 2001
- Aino Trosell: Was tief im Wald geschah, Bergisch Gladbach 2008
- Barbara Voors: Insomnia, Leipzig 2001
- Barbara Voors: Klaras Tagebuch, Leipzig 2000
- Barbara Voors: Die Liebhaberin, Berlin 2004
- Boel Westin: Das schwedische Kinderbuch, Stockholm 1991
- 22 Erzähler aus Finnland, Berlin 1986 (übersetzt zusammen mit Widerun Rehwaldt)